# Eagle Point (Australia)
Eagle Point – miasto w Australii, w stanie Wiktoria.